# Antonio López de Santa Anna
Antonio López de Santa Anna Pérez de Lebrón (soms geschreven als Santa Ana) (Xalapa, 21 februari 1794 – Mexico-Stad, 21 juni 1876) was een Mexicaanse generaal en dictator.
Tijdens de Mexicaanse Onafhankelijkheidsoorlog steunde hij eerst de Spanjaarden, maar liep daarna over naar Augustín de Iturbide, die voor de Mexicaanse onafhankelijkheid was. Maar in 1823 wierp hij zelf de regering van Iturbide omver. Hij werd populair toen hij in 1829 een Spaans leger versloeg, dat Mexico wilde heroveren. In 1833 werd hij voor de eerste keer president.
Tijdens de Texaanse Revolutie versloeg Santa Anna de Texaanse troepen bij de legendarische slag om de Alamo. Daar liet hij alle Texanen, die het fort Alamo hadden verdedigd, doodschieten. Kort daarna werd hij in de slag bij San Jacinto verslagen en gevangengenomen. Hij keerde in 1837 terug naar Mexico.
In 1838 vielen Franse troepen Mexico binnen in de zogenaamde Gebakoorlog. Santa Anna werd geraakt door een kanonskogel en zijn been moest worden geamputeerd. Hij liet zijn been met militaire eer begraven. Kort daarna riep hij zich tot president uit. Zijn tweede presidentsperiode was nog dictatorialer dan de eerste. Yucatán en de Republiek van de Rio Grande verklaarden zich onafhankelijk. In 1844 dreigde de oppositie met een burgeroorlog als Santa Anna niet weg zou gaan. Hij ging naar Cuba.
In 1846 brak de Mexicaans-Amerikaanse Oorlog uit en Santa Anna werd teruggeroepen. Om door de Amerikaanse blokkade te komen kocht hij Amerikanen om door te zeggen dat hij de betwiste gebieden voor een schappelijke prijs aan de Verenigde Staten zou verkopen. Hij hield zich niet aan die belofte. Nadat hij zich wederom tot president had uitgeroepen (1847) probeerde hij zonder succes de Amerikaanse invasie af te slaan. Hij werd weer afgezet en ging dit keer naar Venezuela.
Met de steun van conservatieven wist hij in 1853 weer president te worden. Hij benoemde zichzelf tot dictator voor het leven en liet zich aanspreken als "zeer doorluchtige hoogheid". Om zijn extravagante levensstijl te kunnen betalen verkocht hij een stuk land aan de VS, een transactie die bekend zou worden als de Gadsdenaankoop. In 1857 werd hij definitief afgezet.
Hij leefde in ballingschap in Cuba, de Verenigde Staten, Colombia en het destijds Deense eiland Saint Thomas. In 1874 maakte hij gebruik van een algemene amnestie en keerde terug naar Mexico. Twee jaar later overleed hij in armoede in Mexico-Stad.
- Bibsys: 14026015
- Biblioteca Nacional de España: XX1722103
- Bibliothèque nationale de France: cb11995394x (data)
- CiNii: DA06950589
- Gemeinsame Normdatei: 118640615
- International Standard Name Identifier: 0000 0000 6639 0487
- Library of Congress Control Number: n50080405
- Nationale Bibliotheek van Israël: 987007267669705171
- Nationale Bibliotheek van Polen: a0000003855808
- Nederlandse Thesaurus van Auteursnamen: 070678669
- SNAC: w6mp52hr
- Système universitaire de documentation: 028037995
- Virtual International Authority File: 35249907
- WorldCat: E39PBJbGVjMjTDjhvhK7wRJhpP